# Abelisauroïdeus
Els abelisauroïdeus (Abelisauroidea) varen ser un grup de dinosaures ceratosaures que vivien a l'hemisferi sud (amb l'excepció del tarascosaure al sud d'Europa) durant el període Cretaci. Inclou dinosaures carnívors amb característiques primitives, pertanyents al grup dels teròpodes Ceratosaures i que, tanmateix, van viure al final de l'era dels dinosaures, és a dir, al Cretaci. Algunes espècies ben conegudes són els l'abelisaure, el carnotaure i el majungasaure.

## Classificació
Els abelisauroidea es defineixen com un clado molt gran que conté el Carnotaurus Sastrei  (Bonaparte, 1985) i el Noasaurus Leali  (Bonaparte i Powell, 1980). Tots són teròpodes més relacionats amb el carnotaure que amb la ceratosàuria.
- Superfamília Abelisauroidea
  - Austrocheirus
  - Genusaurus
  - Ozraptor
  - Tarascosaurus
  - Família Noasauridae
    - Deltadromeus?
    - Laevisuchus?
    - Ligabueino
    - Masiakasaurus
    - Noasaurus
    - Velocisaurus

  - Família Abelisauridae
    - Abelisaurus
    - Compsosuchus
    - Indosaurus
    - Indosuchus
    - Kryptops
    - Rugops
    - Xenotarsosaurus
    - Subfamília Carnotaurinae
      - Majungasaurus
      - Brachyrostra
        - Ekrixinatosaurus
        - Ilokelesia
        - Rajasaurus
        - Skorpiovenator
        - Tribu Carnotaurini
          - Aucasaurus
          - Carnotaurus